# Céline Dätwyler
Céline Dätwyler (ur. 1 marca 1973 w Villars) – szwajcarska narciarka alpejska, dwukrotna medalistka mistrzostw świata juniorów.

## Kariera
Pierwszy raz na arenie międzynarodowej Céline Dätwyler pojawiła się w 1991 roku, startując na mistrzostwach świata juniorów w Geilo. Zdobyła tam złoty medal w zjeździe, wyprzedzając bezpośrednio Francuzkę Karine Allard oraz Austriaczkę Cornelię Meusburger. Wynik ten powtórzyła podczas rozgrywanych rok później mistrzostw świata juniorów w Mariborze, tym razem wyprzedzając Austriaczkę Alexandrę Meissnitzer i Rosjankę Swietłanę Nowikową.
W zawodach Pucharu Świata zadebiutowała 21 grudnia 1991 roku w Serre Chevalier, zajmując 28. miejsce w zjeździe. Tym samym już w swoim debiucie zdobyła pierwsze pucharowe punkty. Nigdy nie stanęła na podium, najwyższą lokatę w zawodach tego cyklu uzyskała 13 marca 1993 roku w Kvitfjell, gdzie zjazd ukończyła na szesnastej pozycji. Najlepsze wyniki osiągała w sezonie 1998/1999, kiedy zajęła 90. miejsce w klasyfikacji generalnej. W 1993 roku wystartowała na mistrzostwach świata w Morioce, zajmując między innymi 23. miejsce w kombinacji i 27. miejsce w zjeździe. Nigdy nie wystąpiła na igrzyskach olimpijskich. W 2001 roku zakończyła karierę.
Jej ojciec, Jean-Daniel Dätwyler także uprawiał narciarstwo alpejskie.

## Osiągnięcia

### Mistrzostwa świata
| Miejsce | Dzień     | Rok  | Miejscowość | Konkurencja | Czas biegu  | Strata      | Zwyciężczyni    |
| ------- | --------- | ---- | ----------- | ----------- | ----------- | ----------- | --------------- |
| 23.     | 5 lutego  | 1993 | Morioka     | Kombinacja  | 3,39 pkt    | +152,85 pkt | Miriam Vogt     |
| 27.     | 11 lutego | 1993 | Morioka     | Zjazd       | 1:27,38 min | +1,85 s     | Kate Pace       |
| 41.     | 14 lutego | 1993 | Morioka     | Supergigant | 1:33,52 min | +4,89 s     | Katja Seizinger |

### Mistrzostwa świata juniorów
| Miejsce | Dzień       | Rok  | Miejscowość | Konkurencja | Czas biegu  | Strata  | Zwyciężczyni       |
| ------- | ----------- | ---- | ----------- | ----------- | ----------- | ------- | ------------------ |
| 33.     | 8 kwietnia  | 1991 | Geilo       | Supergigant | 1:15,16 min | +3,17 s | Julie Lunde Hansen |
| 1.      | 11 kwietnia | 1991 | Geilo       | Zjazd       | 1:08,87 min | -       | -                  |
| 1.      | 25 lutego   | 1992 | Maribor     | Zjazd       | 1:21,68 min | -       | -                  |
| 33.     | 26 lutego   | 1992 | Maribor     | Supergigant | 1:20,66 min | +3,62 s | Regina Häusl       |
| 40.     | 27 lutego   | 1992 | Maribor     | Gigant      | 1:56,37 min | +7,41 s | Regina Häusl       |
| 34.     | 29 lutego   | 1992 | Maribor     | Slalom      | 1:17,03 min | +9,60 s | Urška Hrovat       |
| 19.     | 29 lutego   | 1992 | Maribor     | Kombinacja  | ?           | ?       | Erika Hansson      |

### Puchar Świata

#### Miejsca w klasyfikacji generalnej
- sezon 1991/1992: 123.
- sezon 1992/1993: 101.
- sezon 1998/1999: 90.

#### Miejsca na podium
Dätwyler nigdy nie stanęła na podium zawodów PŚ.